# Sancedo
Sancedo is een Spaanse gemeente in de comarca El Bierzo van de provincie León, deel van de autonome regio Castilië en León. Volgens de bevolkingscijfers van het INE van 2023 heeft de gemeente 532 inwoners. Het is een van de gemeenten in León waar zoveel Leonees wordt gesproken als Galicisch.
De oorspronkelijke naam van de plaats die zijn naam aan de gemeente geeft, was Salcedo, zoals onder meer blijkt uit de Carta Puebla de San Andrés van 1336. Sinds de 16e eeuw is de huidige naam Sancedo in gebruik, waarbij de reden voor de wijziging onbekend is. Er zijn drie dorpen op het grondgebied van de gemeente, Sancedo zelf, Ocero en Cueto. Sporen van bewoning ten tijde van de Astures, en ten tijde van de Romeinse overheersing werden in de gemeente gevonden.